# Dragon Head
Dragon Head es un manga seinen escrito e ilustrado por Minetaro Mochizuki. Se publicó en Japón entre los años 1994 y 2000 en la revista semanal Young Magazine de Kōdansha. Posteriormente fue recopilado en diez tomos tankōbon. La obra fue publicada en España entre 2001 y 2002 por Glénat en su formato original y posteriormente en 2019 por Planeta Cómic en un formato de 5 volúmenes. Existe una versión cinematográfica estrenada en el año 2003. Recientemente también se anunció la licencia del manga el 4 de octubre del 2021 en físico en Argentina por la  editoral Ovni Press en tomos dobles de  más de 400 páginas y con hojas a color para la primera mitad del 2022 (serán 5 tomos en total); el  manga  tendrá  salida  bimestral  en  Argentina.

## Argumento
Es un relato de supervivencia y terror psicológico. Un tren descarrila dentro de un túnel, y sólo sobreviven tres adolescentes: una chica y dos chicos, que están atrapados entre los cadáveres, en medio de la oscuridad y con un misterioso ascenso en la temperatura.

## Recepción
Dragon Head fue el ganador en 1997 del Premio de Manga Kōdansha en la categoría «General». En el año 2000 Minetarō Mochizuki fue reconocido con el «Premio por excelencia» por Dragon Head en el 4.º Premio Cultural Tezuka Osamu.